# Christer Wulff
Carl Christer Wulff, född 6 maj 1950 i Ystads församling, Malmöhus län, död 10 september 2022 i Gillberga distrikt i Södermanlands län, var en svensk militär.

## Biografi
Wulff avlade officersexamen vid Krigsskolan 1973 och utnämndes samma år till officer i armén. Han befordrades till kapten 1976 och tjänstgjorde vid Södermanlands regemente 1976–1983. Han befordrades till major 1983 och tjänstgjorde vid Södra skånska regementet 1983–1985. Han var 1985–1987 detaljchef vid Arméstaben, 1987–1988 lärare vid Militärhögskolan och 1988–1992 chef för markoperationer på staben i Östra militärområdet, 1990 befordrad till överstelöjtnant. Han var ställföreträdande chef för Södermanlandsbrigaden 1992–1994. År 1994 befordrades han till överste och var 1994–1997 chef för Svea ingenjörkår. Därefter var han 1998–2000 stabschef hos Rikshemvärnschefen.